# Vårnäs bro
Vårnäs museibro var en träbro vid Vårnäs sund i Kyrkslätt i dåvarande Södra Finlands län. Den byggdes av ryska soldater 1948 då Sovjetunionen arrenderade Porkalaområdet. Bron var cirka 130 meter lång och byggd på träpålar. Den renoverades 1968 och 1981. 1982 fick bron status som museibro. Efter en museiobjektsutredning 2007 förlorade bron statusen som museibro. Bron stängdes av för motorfordon i september 2007 på grund av att den var i så dåligt skick att den inte längre var säker att korsa för fordon. Den före detta museibron fick dock användas av cyklister och fotgängare. På hösten 2008 revs bron ned. Det beslutades att en ny bro skulle byggas som ersättning för den gamla museibron. Under mellantiden ordnades en reservpontonbro för allmänheten. Pontonbro hade en viktbegränsning på 20 ton (museibrons sista viktbegränsning var 2 ton).

## Ny bro

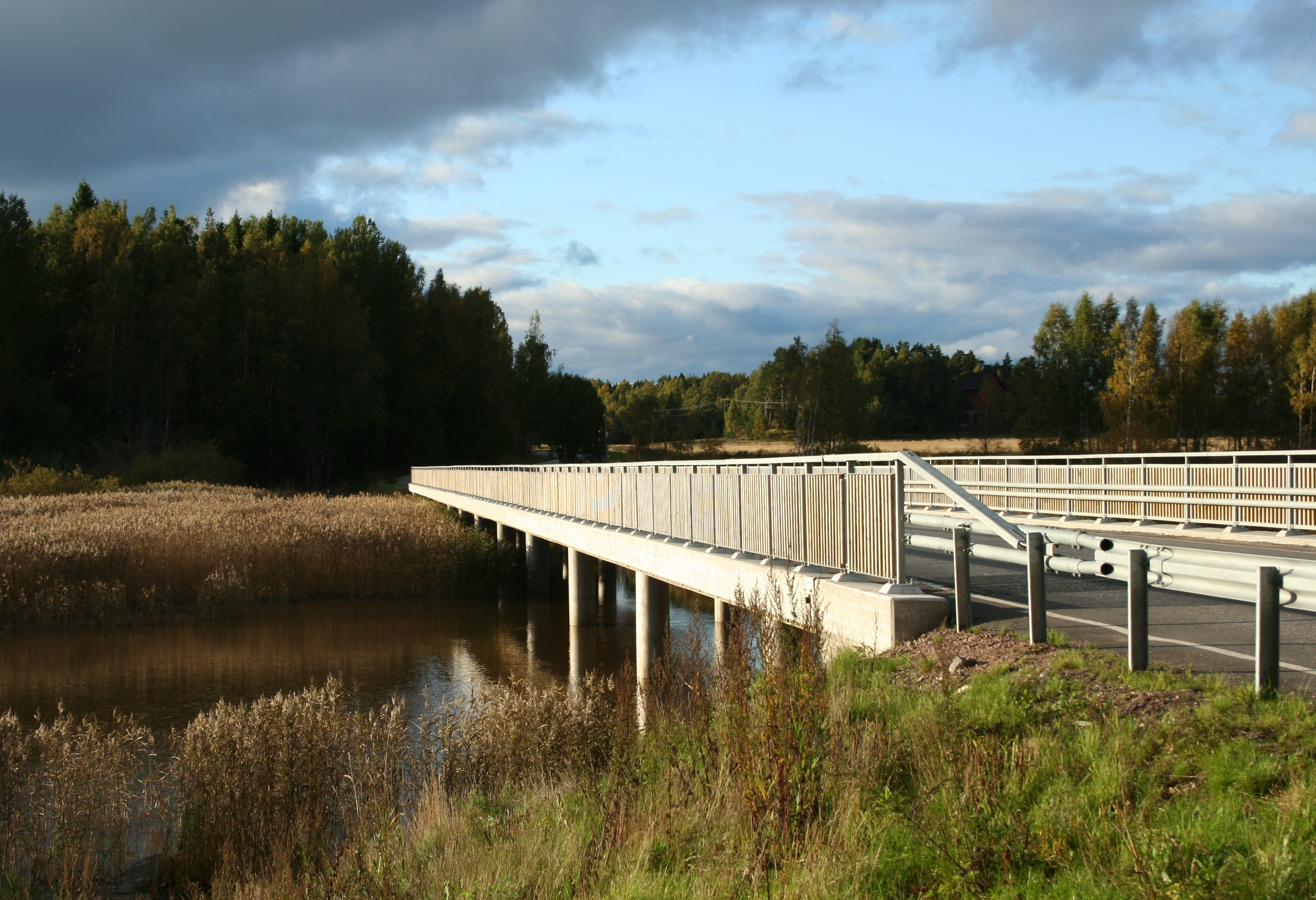
Den nya bron.

Den nya bron färdigställdes och öppnades för trafik 2010. Bron byggdes i metall och betong.